# Ampalu (Lareh Sago Halaban)
Ampalu is een bestuurslaag in het regentschap Lima Puluh Kota van de provincie West-Sumatra, Indonesië. Ampalu telt 3914 inwoners (volkstelling 2010).